# 食品輻射照射處理

這是國際通用的Radura標章, 被用來表示經過食品輻照處理的食物

食品輻射照射處理（英語：Food irradiation），亦稱食品輻照、食品照射或電離輻射滅菌，指將食物暴露在游離輻射（ionizing radiation）下。此過程可以滅除食物上的微生物、細菌、病毒或微小蟲類。其他的應用還有抑制發芽、延緩果實成熟、促進果汁生產、和增進再水合（re-hydration）等，經處理後的食品稱為「輻照食品」。
此滅菌原理是以電磁波輻射的能量破壞生物體中的DNA結構，使得微生物無法再繼續繁殖，同時也能造成植物胚芽停止生長分化。
食物辐照主要通过有效破坏造成腐败和食源性疾病并抑制发芽的生物来延长辐照食品的保质期。然而消费者对用辐照处理的食物的认可度相较其他食物更低
，原因是人们担心食物遭受放射后会发生突变，这些想法与误解了辐照灭菌的灭菌机制有关，食物本身就失去了生物活性，所以照射它们不会产生有意义的影响，然而，辐射却能够杀死活细菌。此外，所有独立研究，包括美国食品和药物管理局（FDA），世界卫生组织（WHO），疾病控制和预防中心（CDC）和美国农业部（USDA），确认照射的安全
。  60多个国家允许食品辐照，全球每年处理约50万公吨食品。决定如何照射食物以及允许照射的食物的规定因国家而异。在奥地利，德国和欧盟的许多其他国家，只有干燥的草药，香料和调味料可以用辐射加工，只能按特定剂量加工，而在巴西，所有食品都允许任何剂量。

## 用途
食品辐照用于减少或消除食源性疾病的风险，防止或减缓腐败，阻碍成熟或发芽以避免有害物质产生。根据剂量，存在的一些或所有致病生物，微生物，细菌和病毒被破坏，分裂减慢或无法繁殖。辐照不能使变质或过熟的食物回归新鲜状态。但是通过辐照处理食物，进一步的腐败会停止，成熟会减慢，不过辐射不会破坏毒素或修复食物的质地，颜色或味道。当辐照的目标是细菌时，大多数食物被照射以显着减少活性微生物的数量，而不是杀灭所有产品中的微生物。在这方面，它类似于巴氏杀菌。辐照用于为暴露在易污染或食品必须长期储存且无法获得适当储存条件的情况下创造安全食品。对能够耐受足够剂量照射的食物进行处理，以确保产品完全消毒，这通常用于宇航员的口粮和医院病人的特殊饮食。由于辐照可以减少腐败微生物的数量，并且由于可以照射预包装食品，因此包装可以防止最终产品再次污染。辐照用于减少收获后损失。。它减少了食物中腐败微生物的数量，并且可以减慢酶改变食物的速度，从而减缓腐败和成熟，并抑制发芽（例如马铃薯，洋葱和大蒜）。边检对食品进行辐照，以防止入侵性有害生物物种通过新鲜蔬菜和水果进行贸易，无论是在国内还是跨国贸易。昆虫等害虫可以通过新鲜农产品的贸易运输到新的栖息地，这可能会严重影响农业生产，作为外来入侵物种破坏当地的环境。这种“植物检疫辐射” 旨在使任何搭便车的害虫无法繁殖。当通过低剂量辐射处理食物时，害虫被灭菌。一般来说，消灭害虫如昆虫，粉蚧，螨虫，飞蛾和蝴蝶所需的较高剂量会影响外观或味道，这对于新鲜农产品不能容忍。低剂量处理（小于1000戈瑞）可以跨越检疫边界进行交易 也可能有助于减少腐坏。